# Grande Prêmio dos Países Baixos de 1958
Resultados do Grande Prêmio dos Países Baixos de Fórmula 1 realizado em Zandvoort à 26 de maio de 1958. Foi a terceira etapa da temporada e nela o vitorioso foi o britânico Stirling Moss.

## Classificação da prova
| Pos. | Nº | Piloto                  | Construtor    | Voltas | Tempo/Diferença        | Grid | Pontos |
| ---- | -- | ----------------------- | ------------- | ------ | ---------------------- | ---- | ------ |
| 1    | 1  | Stirling Moss           | Vanwall       | 75     | 2:04:49.2              | 2    | 9      |
| 2    | 15 | Harry Schell            | BRM           | 75     | + 47.9                 | 7    | 6      |
| 3    | 14 | Jean Behra              | BRM           | 75     | + 1:42.3               | 4    | 4      |
| 4    | 7  | Roy Salvadori           | Cooper-Climax | 74     | + 1 volta              | 9    | 3      |
| 5    | 5  | Mike Hawthorn           | Ferrari       | 74     | + 1 volta              | 6    | 2      |
| 6    | 17 | Cliff Allison           | Lotus-Climax  | 73     | + 2 voltas             | 11   |        |
| 7    | 6  | Luigi Musso             | Ferrari       | 73     | + 2 voltas             | 12   |        |
| 8    | 8  | Jack Brabham            | Cooper-Climax | 73     | + 2 voltas             | 5    |        |
| 9    | 9  | Maurice Trintignant     | Cooper-Climax | 72     | + 3 voltas             | 8    |        |
| 10   | 11 | Jo Bonnier              | Maserati      | 71     | + 4 voltas             | 15   |        |
| 11   | 18 | Carel Godin de Beaufort | Porsche       | 69     | + 6 voltas             | 17   |        |
| Ret  | 10 | Giorgio Scarlatti       | Maserati      | 52     | Semieixo               | 16   |        |
| Ret  | 3  | Stuart Lewis-Evans      | Vanwall       | 46     | Motor                  | 1    |        |
| Ret  | 16 | Graham Hill             | Lotus-Climax  | 40     | Superaquecimento       | 13   |        |
| Ret  | 4  | Peter Collins           | Ferrari       | 32     | Câmbio                 | 10   |        |
| Ret  | 12 | Masten Gregory          | Maserati      | 16     | Bomba de combustível   | 14   |        |
| Ret  | 2  | Tony Brooks             | Vanwall       | 13     | Semieixo               | 3    |        |
| DNS  | 12 | Horace Gould            | Maserati      |        | Gregory usou seu carro |      |        |

## Tabela do campeonato após a corrida
|   | Pos. | Piloto              | Pontos |
| - | ---- | ------------------- | ------ |
| 1 | 1    | Stirling Moss       | 17     |
| 1 | 2    | Luigi Musso         | 12     |
|   | 3    | Maurice Trintignant | 8      |
| 4 | 4    | Harry Schell        | 8      |
| 1 | 5    | Mike Hawthorn       | 7      |

|   | Pos. | Construtor    | Pontos |
| - | ---- | ------------- | ------ |
|   | 1    | Cooper-Climax | 19     |
|   | 2    | Ferrari       | 14     |
| 2 | 3    | Vanwall       | 8      |
|   | 4    | BRM           | 8      |
| 2 | 5    | Maserati      | 3      |

- Nota: Somente as primeiras cinco posições estão listadas. Apenas os seis melhores resultados, dentre pilotos ou equipes, eram computados visando o título. Neste ponto esclarecemos: na tabela dos construtores figurava somente o melhor resultado dentre os carros de um mesmo time.